# 阿德里安·米切尔
阿德里安·米切尔 皇家文学学会 （Adrian Mitchell FRSL，1932年10月24日—2008年12月20日） 他是一位英国诗人、小说家和剧作家。他曾是一名记者，后来成为英国左派的著名人物。近半个世纪以来，他一直是该国核裁军运动中最重要的诗人。评论家肯尼斯·泰南称他为“英国的马雅可夫斯基”。 
米切尔在他的作品中试图反驳他自己的独断发言，即 "大多数人忽视大多数诗歌，因为大多数诗歌忽视了大多数人"。 
在2005年全国诗歌日的投票中，他的诗歌 《人类 》被选为大多数人愿意看到的发射到太空的诗歌。  2002年，他被半认真地提名为英国的 "桂冠诗人"。 米切尔曾多年担任《新政治家》的诗歌编辑，并且是第一个发表对披头士乐队采访的人。 他为皇家莎士比亚剧团创作的作品包括彼得·布鲁克的《美国》和彼得·魏斯的《马拉/萨德》英文版。 
他受到他自己最喜欢的诗人及前辈威廉-布莱克的启发，他为皇家国家剧院写了广受好评的《泰格》，他的作品经常是愤怒的，从无政府主义的反战讽刺，到爱情诗，再到越来越多的儿童故事和诗歌。他还写过歌剧剧本。诗歌档案馆认为他的创作量是非常多的。 
《泰晤士报》说，米切尔一直是一个 "直率的声音，常常带着柔情"。他关于核战争、越南、监狱和种族主义等主题的诗歌已经成为 "左派民间传说的一部分。他的作品经常在示威和集会上被朗诵和演唱。 

## 纪要

### 早年生活和职业生涯
阿德里安·米切尔出生于伦敦北部汉普斯特德希思附近。他的母亲凯瑟琳·费边 (Kathleen Fabian) 是一位接受过福洛贝尔培训的幼儿园教师，父亲乔克·米切尔 (Jock Mitchell) 是来自法夫郡库珀 ( Cupar ) 的化学研究家。他在巴斯蒙克顿库姆学校接受小学教育，然后，他去了位于威尔特郡阿什顿·吉福德之家的格林威斯学校，该学校当时由他母亲的一个朋友经营。米切尔说：这是天堂里的一所学校，我九岁时就在那里上演了我的第一部戏剧《动物智囊团》 ，这让我非常满意”。 
他在道特西学校作为寄宿生完成了学业，在那里他与朋友戈登·斯内尔合作演出戏剧。 他在英国皇家空军服役。他评论说，这“证实了（他的）天生的和平主义”。 之后他继续在牛津基督教堂学习英语，由JRR 托尔金的儿子进行教育。后来他成为该大学诗歌学会主席和《伊希斯》杂志的文学编辑。 毕业后，米切尔找到了一份《牛津邮报》记者的工作，后来又在伦敦《标准晚报》担任记者。 他后来这样描述这一时期：
继承了足够生活一年的钱，我写了我的第一部小说和第一个电视剧。不久之后，我成了一名自由记者，为《每日邮报》写流行音乐，为暗杀前的《太阳报》（英国）和《星期日泰晤士报》写电视。我在60年代中期退出了新闻界，从那时起，我成为了一名自由落体的诗人、剧作家和故事作家。
米切尔经常进行公开朗读，尤其是关于左翼事业。讽刺是他的专长。他受委托写一首关于查尔斯王子以及他（作为威尔士亲王）与威尔士人民的特殊关系的诗，他的回答简短而切中要害：“皇室是一种神经症……”快点好起来。”
在《乘梦魇》的《散叶诗》中，他写道：
我的大脑社会主义
我心无政府主义者
我的眼睛是和平主义者
我的热血革命
米切尔习惯于在他的集子的序言中规定：“本书中的任何作品都不得用于任何考试。”他最著名的诗《致谁可能关心》是他对电视转播的越南战争恐怖事件的辛辣讽刺反应。这首诗开始说：
有一天，我被真相压倒了。
自从事故发生后我就一直走这条路
所以把我的腿打上石膏
告诉我关于越南的谎言
他首先向数千名核裁军抗议者朗读了这本书，这些抗议者在CND首次新形式的一日复活节游行中穿过伦敦市中心，最终在 1964 年复活节下午挤进了特拉法加广场。当米切尔在国家美术馆前的人行道上发表他的台词时，下面广场上愤怒的示威者与警察发生了扭打。多年来，他根据最近发生的事件更新了这首诗。 
1972年，他就细菌战和北爱尔兰战争与时任首相爱德华·希思对质。 
他的诗《Victor Jara》由Arlo Guthrie作曲，并收录在他 1976 年的专辑《Amigo》中。
后来，他负责将皇家莎士比亚剧团制作的《狮子、女巫和魔衣橱》改编成备受推崇的舞台剧，并于 1998 年 11 月首演。
作家扬·伍尔夫 (Jan Woolf) 表示：“他从未松懈过。大多数电话——“你能做这个吗，阿德里安？”——得到的答复是，“当然，我会在那里。”就在 2003 年入侵伊拉克之前，他在市政厅的一场慈善晚会上朗读了《告诉我谎言》，这本书令人激动不已。当然，他无法阻止那场战争，但他表现得好像他可以。” 
在一个纪念周日，他将和平誓言联盟的白罂粟花环放在白厅的纪念碑上。在一个国际良心拒服兵役日，他在伦敦塔维斯托克广场的良心拒服兵役纪念石上的仪式上朗诵了一首诗。
其他作家可能会热情洋溢地表达他们的敬意。约翰·伯杰说：“针对目前的英国国家，他反对一种革命性的民粹主义、淫荡、机智以及有时在动物之间发现的温柔。”安吉拉·卡特（Angela Carter）曾写道，他是“一位快乐、辛辣、通俗、跌宕起伏的抒情诗人，坚定地用歌声让我们远离灾难”。特德·休斯：“在儿童诗歌的世界里，没有人比阿德里安·米切尔创作出更多令人惊讶的诗歌或更真正激发乐趣的人。” 
米切尔因疑似心脏病在伦敦北部一家医院去世，享年 76 岁。两个月来他一直患有肺炎。两天前，他完成了最后一首诗《我迄今为止的文学生涯》。他打算将其作为圣诞礼物送给“所有他所爱的朋友、家人和动物”。
“阿德里安”诗人同伴迈克尔·罗森说，“他是一位社会主义者和和平主义者，他像威廉·布莱克一样相信人类的一切都是神圣的。”也就是说，他以同样的热情来歌颂对生活的热爱，就像他攻击那些摧毁生活的人一样。他通过他的诗歌、他的戏剧、他的歌词和他自己的表演来做到这一点。通过这些庞大的作品，他能够提升观众的精神，从而使他们兴奋、鼓舞、悲伤和兴奋。 他在各种可以想象到的地方唱歌、吟诵、低声呼喊他的诗，敦促我们热爱我们的生命，热爱我们的思想和身体，反对暴政、压迫和剥削。” 
2009 年，弗朗西斯·林肯儿童图书出版了奥维德的改编版：变形者：奥维德《变形记》中的故事，由米切尔撰写，艾伦·李绘制。 

### 家庭
米切尔的的妻子是女演员西莉亚·休伊特（Celia Hewitt），和他们的两个女儿萨莎（Sasha）和贝蒂（Beattie）一起经营她的书店“Ripping Yarns”位于海格特 。他与莫琳·布什的前任婚姻还育有两个儿子和一个女儿：布里奥妮、阿利斯泰尔和丹尼，以及九个孙子。  1978 年，艺术家宝琳·博蒂 ( Pauline Boty ) 的父亲、文学经纪人克莱夫·古德温 (Clive Goodwin) 去世后，米切尔和他的妻子收养了艺术家波琳·博蒂 (Pauline Boty) 的女儿博蒂·古德温 (Boty Goodwin，1966-1995)。波蒂·古德温因吸食海洛因过量去世后，米切尔写下了这首诗《尤其是下雪的时候》来纪念她。 

## 精选参考书目
- 如果你看到我来了，小说（乔纳森·凯普，1962）
- 诗歌（乔纳森·凯普，1964 年；978-0224608732）
- 大声（戈利亚德角，1968）
- 驾驭噩梦（海角，1971；ISBN 978-0224005630 )
- 泰格：基于威廉·布莱克的生活和作品的庆祝活动（开普敦，1971 年；ISBN 978-0224006521 )
- 《猿人来了》 （海角，1975 年；ISBN 978-0224011471 )
- 男人星期五，小说（Futura，1975；ISBN 978-0860072744 )
- 献给美丽的道格拉斯：诗集 1953-79 ，插图。拉尔夫·斯特德曼（艾利森和巴斯比，1981；ISBN 978-0850313994 )
- 在剑桥的海滩上：新诗（Allison 和 Busby，1984 年；ISBN 978-0850315639 )
- 无物节，插图。约翰·劳伦斯（Allison & Busby，1984；ISBN 978-0850315325 ）
- 第三次世界大战的情歌：舞台歌词收集（Allison 和 Busby，1988 年；ISBN 978-0850319910 )
- 所有我自己的东西，插图。弗朗西斯·劳埃德（西蒙与舒斯特，1991；ISBN 978-0750004466 )
- 阿德里安·米切尔 (Adrian Mitchell) 的精选单曲 - 前四十名，插图。拉尔夫·斯特德曼（ Bloodaxe Books ，1991；ISBN 978-1852241643 )
- 蓝色咖啡：诗歌 1985–1996 （Bloodaxe，1996 年；1997 年重印，ISBN 978-1852243623 )
- 左边的心：1953-1984 年的诗歌（Bloodaxe，1997；ISBN 978-1852244255 ）
- 气球泻湖和其他神奇的诗歌岛屿，插图。托尼·罗斯（Orchard Books，1997；ISBN 978-1860396595 ）
- 没有人骑独角兽，插图。 Stephen Lambert（柯基儿童，2000 年新版；ISBN 978-0552546171 )
- 一切都震惊了：诗歌 1997–2000 （Bloodaxe，2000；ISBN 978-1852245139 ）
- 影子知道：诗歌 2001–2004 （Bloodaxe，2004）
- 告诉我谎言：2005-2008 年诗歌，插图。拉尔夫·斯特德曼（《血斧》，2009 年；ISBN 978-1852248437 )
- 无数的口袋，插图。托尼·罗斯（ Orchard Books ，2009；ISBN 978-1408303634 ）
- 《愚蠢的甜甜圈》 （Orchard Books，2009 年；ISBN 978-1408308073 )
- 变形者：奥维德变形记的故事，插图。艾伦·李（弗朗西斯·林肯，2009；ISBN 978-1845075361 )
- 大家来吧：1953-2008 年的诗歌（Bloodaxe，2012 年；ISBN 978-1852249465 ）

- Just Adrian （英国：Oberon Books，2012 年。ISBN 978-1849430470国际标准书号 978-1849430470 ）

## 奖项
- 1961年埃里克·格雷戈里奖
- 1966年笔会翻译奖
- 1971年东京电影节电视电影奖
- 2005 年CLPE 诗歌奖（入围） 《Daft as a Donut》

1. 1 2  Kustow, Michael. . The Guardian. 21 December 2008  [31 March 2011]. （原始内容存档于2016-12-01）.
2. 1 2  . Adrian Mitchell's website.   [26 December 2014]. （原始内容存档于26 December 2014）.
3. 1 2  . The Independent (London). 23 December 2008  [5 January 2009]. （原始内容存档于26 December 2008）.
4. ↑  . BBC Online. 21 December 2008  [5 January 2009]. （原始内容存档于3 January 2009）.
5. ↑  Red Pepper magazine, 2002.
6. ↑  Rotterdam International Poetry Festival 的存檔，存档日期31 January 2009.
7. ↑  .   [22 December 2008]. （原始内容存档于30 April 2010）.
8. ↑  Kaya Burgess. . The Times (London). 22 December 2008  [5 January 2009]. （原始内容存档于2011-06-16）.
9. 1 2 3 4  . Adrian Mitchell's website.   [26 December 2014]. （原始内容存档于26 December 2014）.
10. ↑  Mitchell, Adrian. Just Adrian. United Kingdom: Oberon Books, 2012.
11. 1 2  Grimes, William. . The New York Times. 23 December 2008  [5 January 2009]. （原始内容存档于9 May 2013）.
12. ↑  David Walsh, "To the Memory of Adrian Mitchell" （页面存档备份，存于）, World Socialist Web Site, 24 December 2008.
13. ↑  . The Daily Telegraph. 13 January 2009  [3 August 2013]. （原始内容存档于2009-04-19）.
14. ↑  Woolf, Jan. . The Guardian (London). 24 December 2003  [5 January 2009]. （原始内容存档于2023-10-16）.
15. ↑  Rosen, Michael. . Socialist Worker. 21 December 2003  [5 January 2009]. （原始内容存档于29 January 2009）.
16. ↑  "Shapeshifters: tales from Ovid's Metamorphoses". WorldCat. Retrieved 28 November 2012.
17. ↑  .   [12 November 2017]. （原始内容存档于13 November 2017）.
18. ↑  Poem for the Day Two, Nicholas Albery, Chatto & Windus, 2005, p. 325

### 讣告和悼念
- 纪念阿德里安·米切尔 （页面存档备份，存于）世界社会主义网站
- 迈克尔·霍罗维茨， “阿德里安·米切尔：诗人和剧作家，其作品受到和平主义政治的推动” （页面存档备份，存于） ， 《独立报》 ，2008 年 12 月 23 日。
- 迈克尔·库斯托， “诗人阿德里安·米切尔去世，享年 76 岁” （页面存档备份，存于） ， 《卫报》 ，2008 年 12 月 21 日。
- “阿德里安·米切尔” （页面存档备份，存于） ， 《每日电讯报》 ，2009 年 1 月 13 日。
- “阿德里安·米切尔：抗议诗人和散文作家” （页面存档备份，存于） ， 《泰晤士报》 ，2008 年 12 月 23 日。
- 威廉·格莱姆斯， “英国诗歌左派之声阿德里安·米切尔去世，享年 76 岁” （页面存档备份，存于） ， 《纽约时报》 ，2008 年 12 月 23 日。
- 丹·卡里尔： “‘阿德里安是个天才。他是一位温柔的政治诗人，从不妥协” ，卡姆登新杂志，2008 年 12 月 23 日。
- 迈克尔·罗森（Michael Rosen） ， “充满激情的诗人不惧怕大事” （页面存档备份，存于） ， 《泰晤士报》 ，2008 年 12 月 23 日。
- “太阳上的影子” （页面存档备份，存于） ，红辣椒，2009 年 3 月。